# U-453
El submarí alemany U -453 va ser un submarí tipus VIIC construït per a la Kriegsmarine de l'Alemanya nazi per al servei durant la Segona Guerra Mundial. Se li va posar la quilla el 4 de juliol de 1940 per Deutsche Werke a Kiel amb número de drassana 284, avarat el 30 d'abril de 1941 i posada en servei el 26 de juny de 1941 sota el Kapitänleutnant Egon-Reiner von Schlippenbach.
El servei del vaixell va començar el 26 de juny de 1941 amb un període d'entrenament a la 7a Flotilla de submarins, seguit d'un servei actiu fins a ser traslladat a la 29a flotilla l'1 de gener de 1942, amb seu a La Spezia a Itàlia.

## Disseny
Els submarins alemanys de tipus VIIC van ser precedits pels submarins de tipus VIIB més curts. L'U-431 tenia un desplaçament de 769 tones (757 tones llargues) quan estava a la superfície i de 871 tones (857 tones llargues) mentre estava submergit. Tenia una longitud total de 67,10 m (220 peus 2 polzades), una longitud del casc a pressió de 50,50 m (165 peus 8 polzades), una mànega de 6,20 m (20 peus 4 polzades), una alçada de 9,60 m (31 peus 6 polzades) i un calat de 4,74 m (15 peus 7 polzades). El submarí estava propulsat per dos motors dièsel sobrealimentats de sis cilindres i quatre temps Germaniawerft F46, produint un total de 2.800 a 3.200 cavalls de potència (2.060 a 2.350 kW; 2.760 a 3.160 shp) per al seu ús a la superfície, dos motors elèctrics de doble efecte GU 343/38–8 Siemens-Schuckert que produïen un total de 750 cavalls de potència (75500 kW); shp) per utilitzar-lo submergit. Tenia dos eixos i dues hèlixs d'1,23 m (4 peus). El vaixell era capaç d'operar a profunditats de fins a 230 metres (750 peus).
El submarí tenia una velocitat màxima en superfície de 17,7 nusos (32,8 km/h; 20,4 mph) i una velocitat màxima submergida de 7,6 nusos (14,1 km/h; 8,7 mph). Quan estava submergit, el vaixell podia operar durant 80 milles nàutiques (150 km; 92 milles) a 4 nusos (7,4 km/h; 4,6 mph); mentre que a la superfície podia viatjar 8.500 milles nàutiques (15.700 km; 9.800 milles) a 10 nusos (19 km/h; 12 mph).
L'U-223 estava equipat amb cinc tubs de torpedes de 53,3 cm (21 polzades) (quatre muntats a la proa i un a la popa), catorze torpedes, un canó naval SK C/35 de 8,8cm (3,46 polzades), 220 projectils i un canó antiaeri C/30 de 2 cm (0,79 polzades). El vaixell tenia una tripulació de d'entre 44 i 60 oficials i mariners.

## Historial de serveis
En 17 patrulles va enfonsar nou vaixells mercants per un total de 23.289 tones de registre brut (TRB), més un vaixell de guerra, va danyar un vaixell mercant, un vaixell de guerra auxiliar i va causar la pèrdua total d'un vaixell de guerra.

### Destí
Va ser atacat amb carregues de profunditat i enfonsat el 21 de maig de 1944 davant de la costa sud d'Itàlia a la posició 38° 13′ N, 16° 30′ E / 38.217°N,16.500°E pels destructors de la Royal Navy HMS Termagant i HMS Tenacious i el destructor d'escorta HMS Liddesdale.

## Comandants
- Kapitänleutnant Gert Hetschko - 26 de juny - 8 de juliol de 1941
- Kapitänleutnant Egon-Reiner von Schlippenbach (Creu de cavaller) - 9 de juliol de 1941 - 6 de desembre de 1943
- Oberleutnant zur See Dierk Lührs - 7 de desembre de 1943 - 21 de maig de 1944

## Resum de l'historial d'atacs
| Data                   | Nom del vaixell    | Nacionalitat | Tonatge | Destí               |
| ---------------------- | ------------------ | ------------ | ------- | ------------------- |
| 13 de desembre de 1941 | Badalona           | Espanya      | 4,202   | Enfonsat            |
| 7 April 1942           | HMHS Somersetshire | Royal Navy   | 9,716   | Danyat              |
| 20 de gener de 1943    | Jean Jadot         | Bèlgica      | 5,859   | Enfonsat            |
| 30 de juny de 1943     | Oligarch           | Regne Unit   | 6,894   | Danyat              |
| 6 de juliol de 1943    | Shahjehan          | Regne Unit   | 5,454   | Enfonsat            |
| 15 de novembre de 1943 | HMS Quail          | Royal Navy   | 1,705   | Pèrdua total (mina) |
| 20 de novembre de 1943 | Jela               | Yugoslavia   | 335     | Enfonsat (mina)     |
| 22 de novembre de 1943 | HMS Hebe           | Royal Navy   | 835     | Enfonsat (mina)     |
| 1 de febrer de 1944    | Agia Paraskevi     | Grècia       | 80      | Enfonsat            |
| 1 de febrer de 1944    | Salem              | Líban        | 81      | Enfonsat            |
| 1 de febrer de 1944    | Himli              | Líban        | 67      | Enfonsat            |
| 1 de febrer de 1944    | Yahiya             | Síria        | 64      | Enfonsat            |
| 19 de maig de 1944     | Fort Missanabie    | Regne Unit   | 7,147   | Enfonsat            |